# SN 2008fj
SN 2008fj – supernowa typu Ia odkryta 1 września 2008 roku w galaktyce UGC 10759. W momencie odkrycia miała maksymalną jasność 18,90m.